# Roter Scheckenfalter
Der Rote Scheckenfalter (Melitaea didyma) ist ein Schmetterling (Tagfalter) aus der Familie der Edelfalter (Nymphalidae).

## Merkmale
Die Falter erreichen eine Flügelspannweite von 30 bis 40 Millimetern. Zwischen beiden Geschlechtern ist ein Sexualdimorphismus zu erkennen, das heißt, sie sind unterschiedlich gefärbt. Die Männchen sind leuchtend orange und haben ein Muster aus schwarzen Würfelflecken und Querbinden. Die Weibchen sind sehr variabel gefärbt. Meistens haben Vorder- und Hinterflügel eine unterschiedliche Grundfärbung. Grundsätzlich sind die Vorderflügel graubraun und die Hinterflügel orange mit jeweils einem schwarzen Muster. Die Unterseiten der Flügel sind bei beiden Geschlechtern gleich: Die Hinterflügel sind cremefarben und haben zwei orange Querbinden und zahlreiche schwarze Flecke.
Die Raupen werden ca. 28 Millimeter lang. Sie sind weiß mit zahlreichen bläulich-schwarzen Linien und Strukturen. Am Rücken tragen sie zwei Reihen oranger Flecken, aus denen orange Dornen mit weißen Spitzen entspringen.

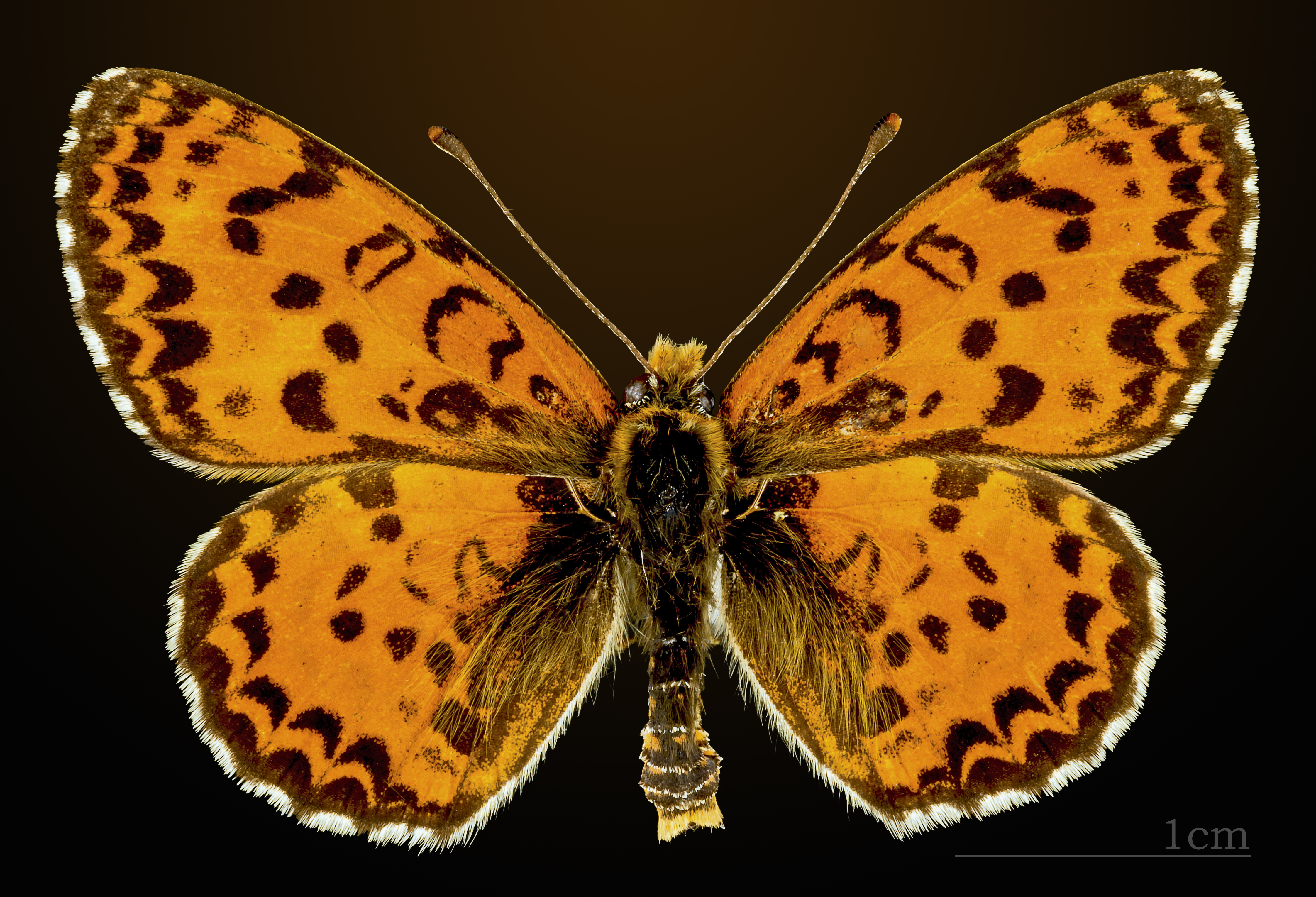
Roter Scheckenfalter ♂
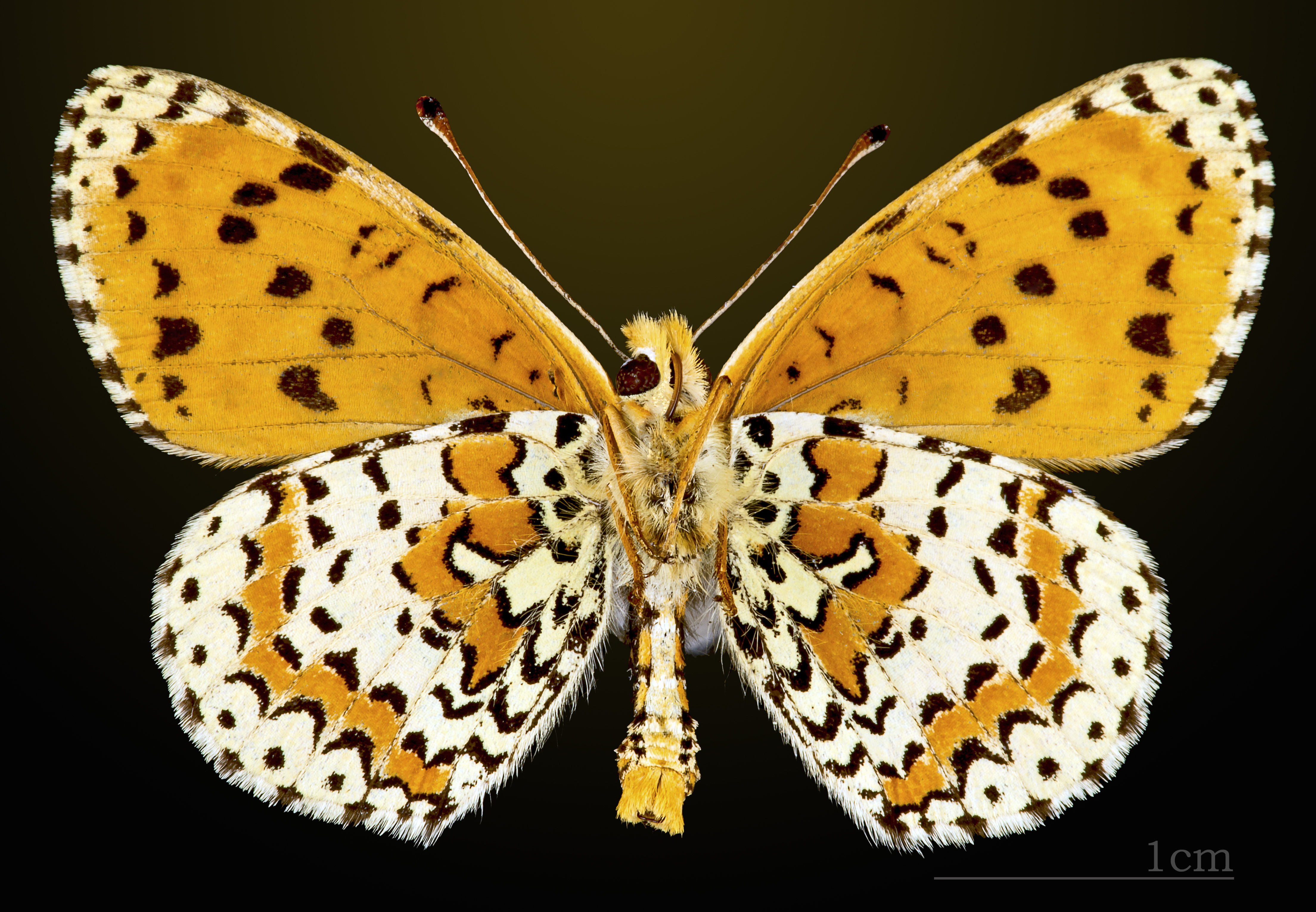
Roter Scheckenfalter ♂ △
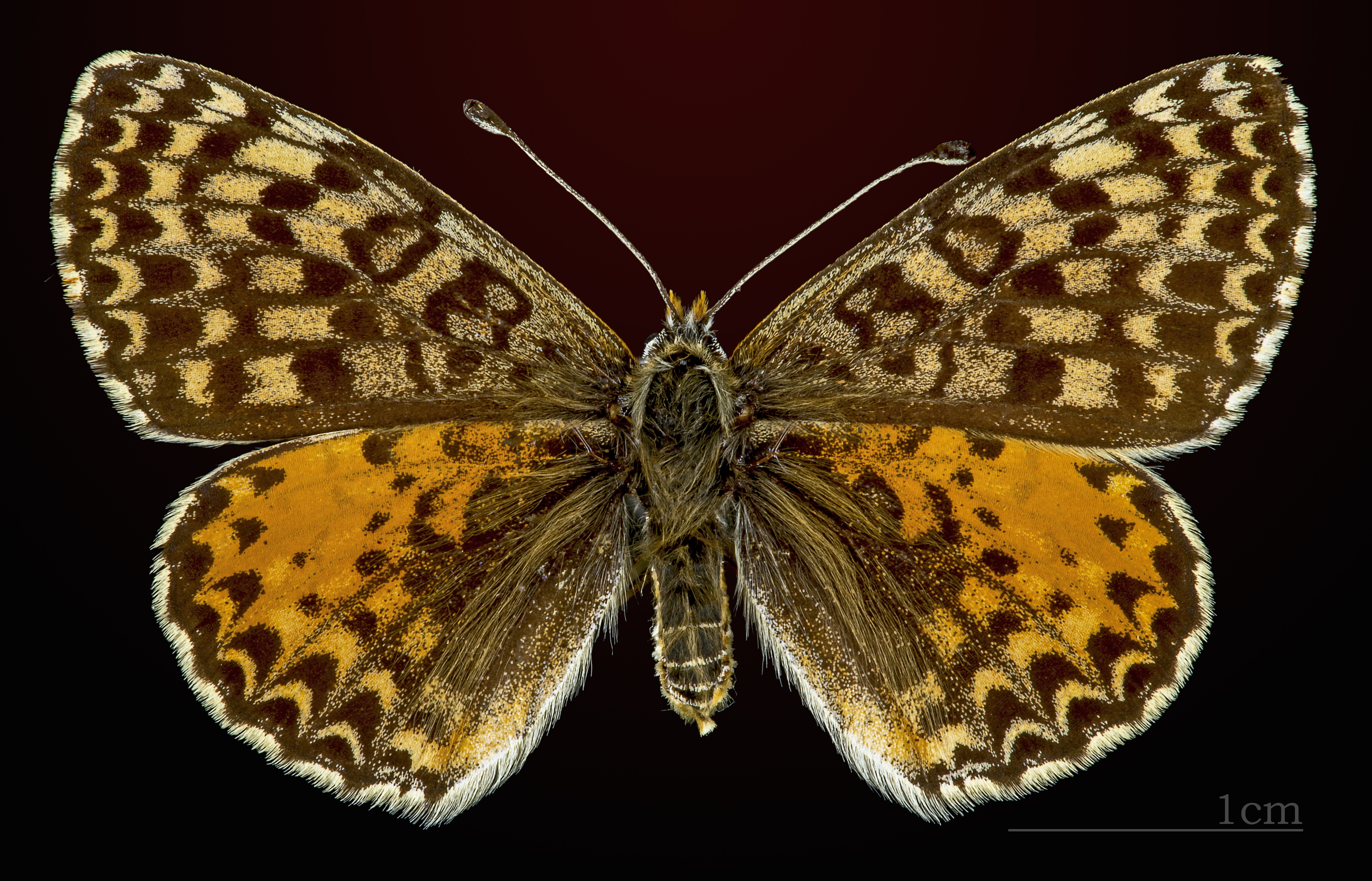
Roter Scheckenfalter ♀
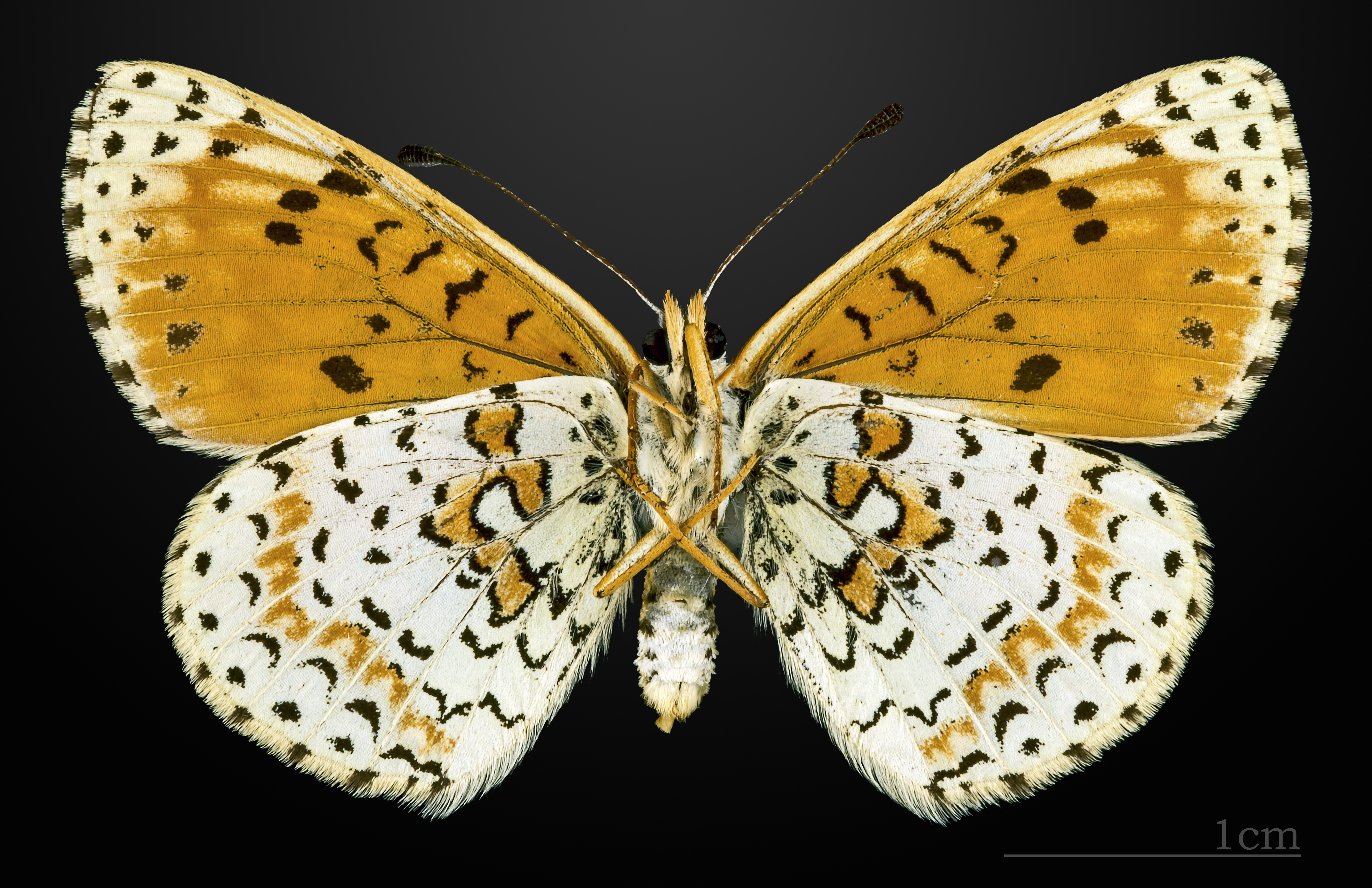
Roter Scheckenfalter ♀ △

### Ähnliche Arten
- Bräunlicher Scheckenfalter (Melitaea trivia)

## Unterarten
- Melitaea didyma meridionalis, Staudinger – Nordafrika, südl. iberische Halbinsel, Mittelmeerregion, Balkan, Griechenland
- Melitaea didyma occidentalis, Staudinger – Südgriechenland

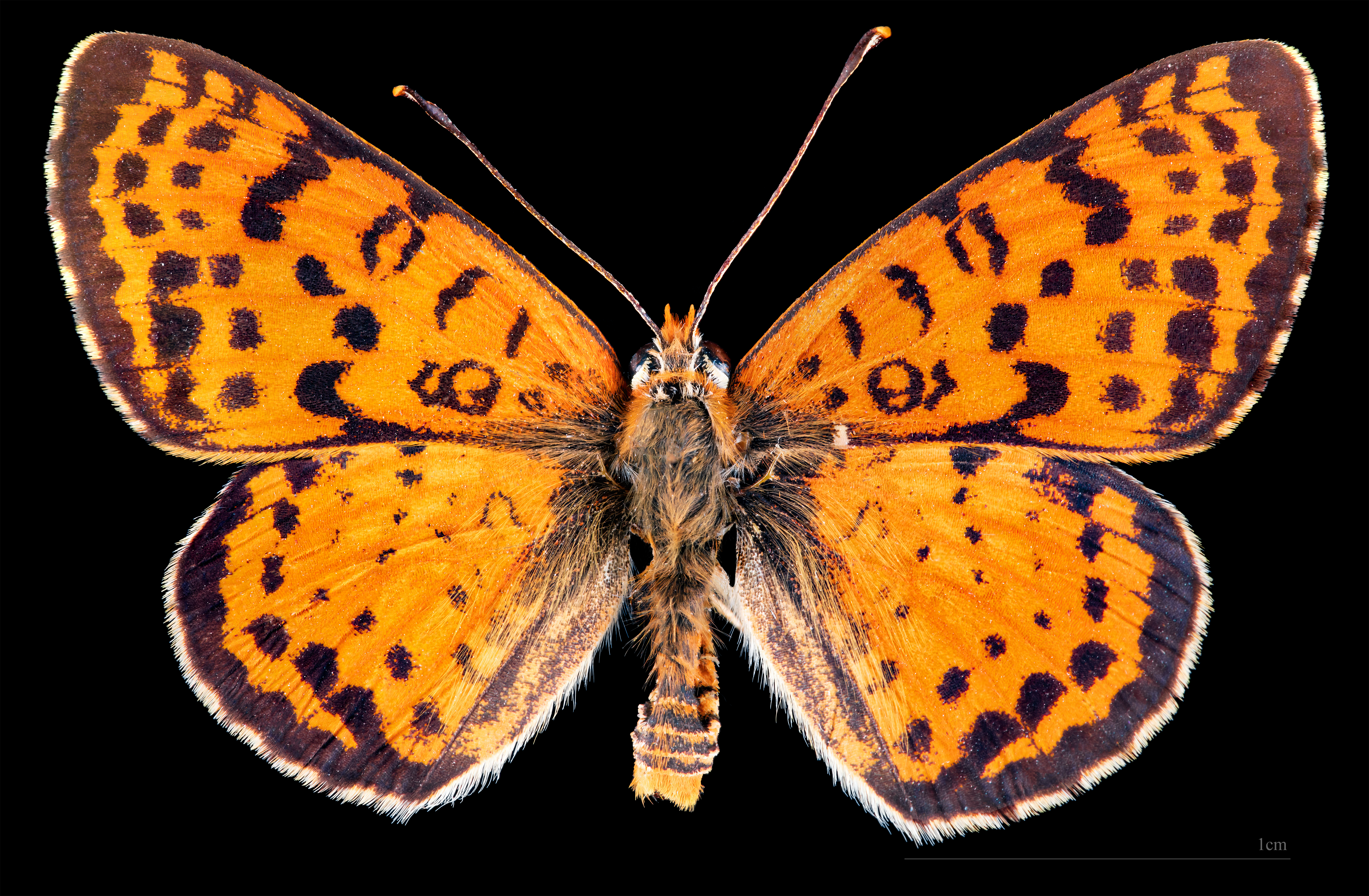
Melitaea didyma occidentalis ♂
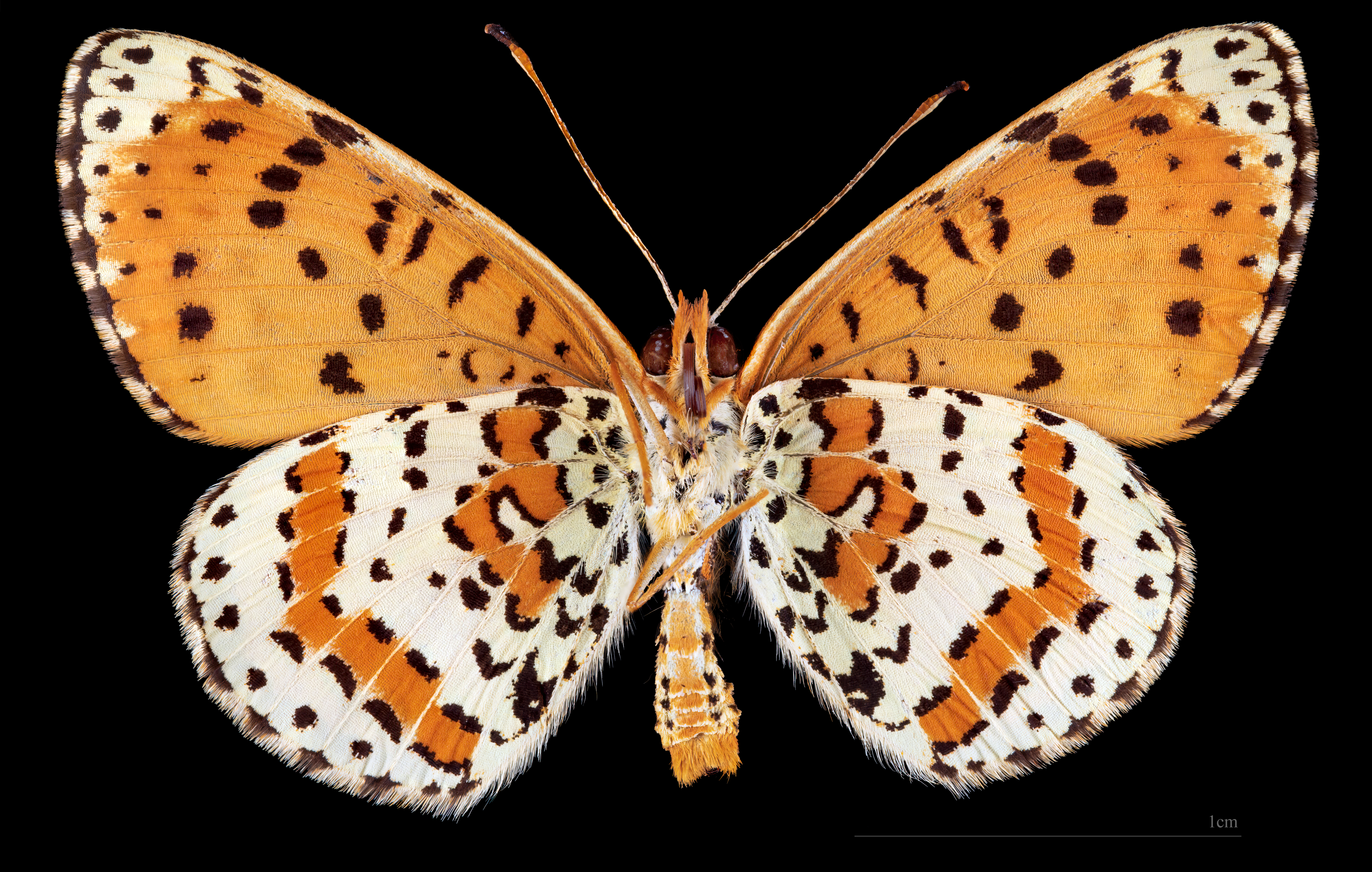
Melitaea didyma occidentalis ♂  △
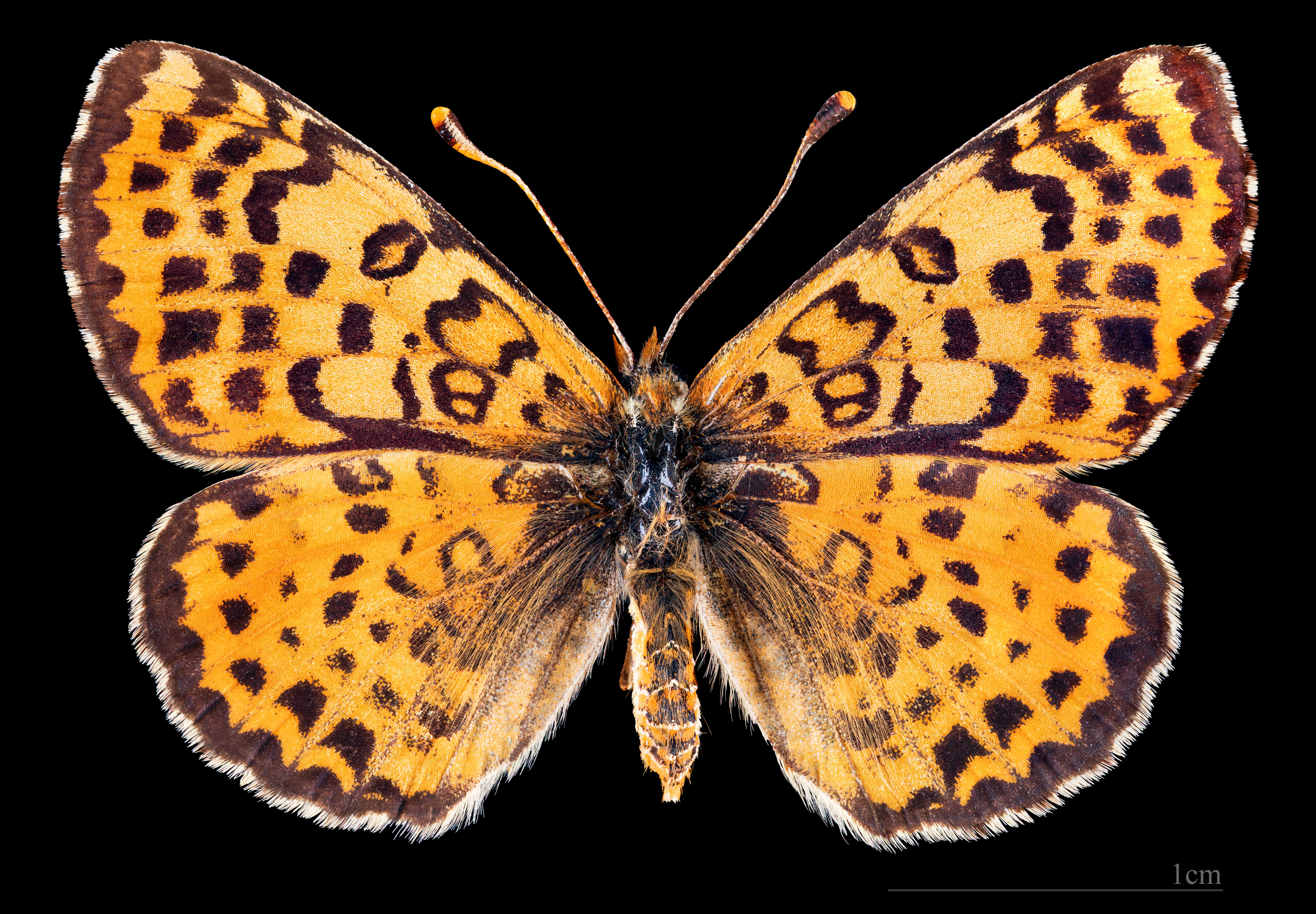
Melitaea didyma occidentalis ♀
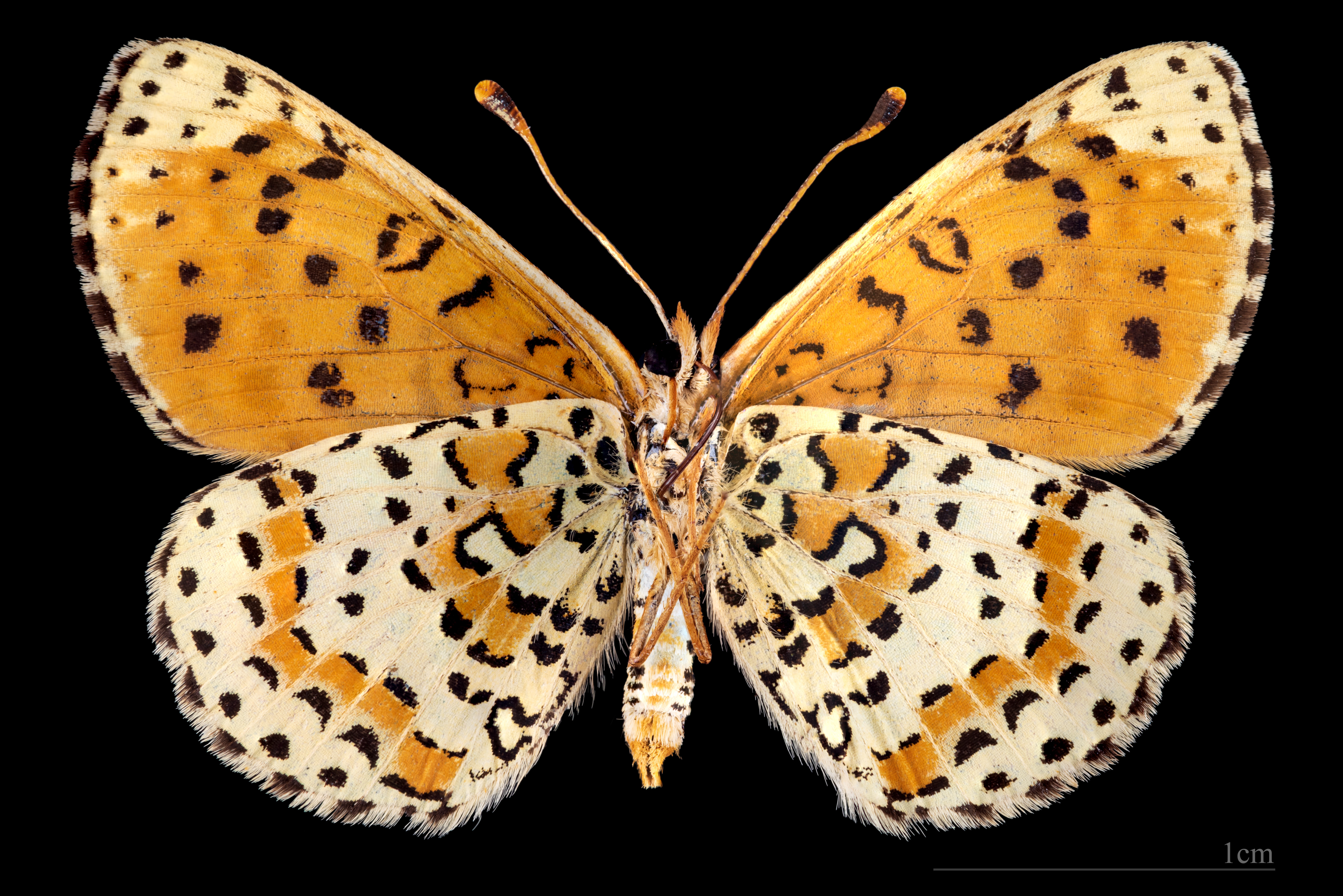
Melitaea didyma occidentalis ♀ △

## Flugzeit
Die Falter fliegen in Europa in zwei Generationen von Mitte April bis September, in den wärmeren Regionen in drei Generationen von März bis Oktober.

## Vorkommen
Die Tiere kommen in Nordafrika, Europa ohne den Norden, der Türkei und den warmen Gebieten Asiens bis nach Westchina vor. Im Süden findet man sie bis in eine Höhe von 2.700 Metern, in Europa bis 2.300 Meter. In Deutschland sind sie besonders im südlichen Bergland stellenweise häufiger, jedoch teilweise stark im Rückzug. Im Norden sind sie selten. Sie leben an warmen, sonnigen und trockenen Stellen, wie z. B. steinigem Trockenrasen und felsigen Südhängen. In Österreich sind die Populationen überall sehr geschwunden.

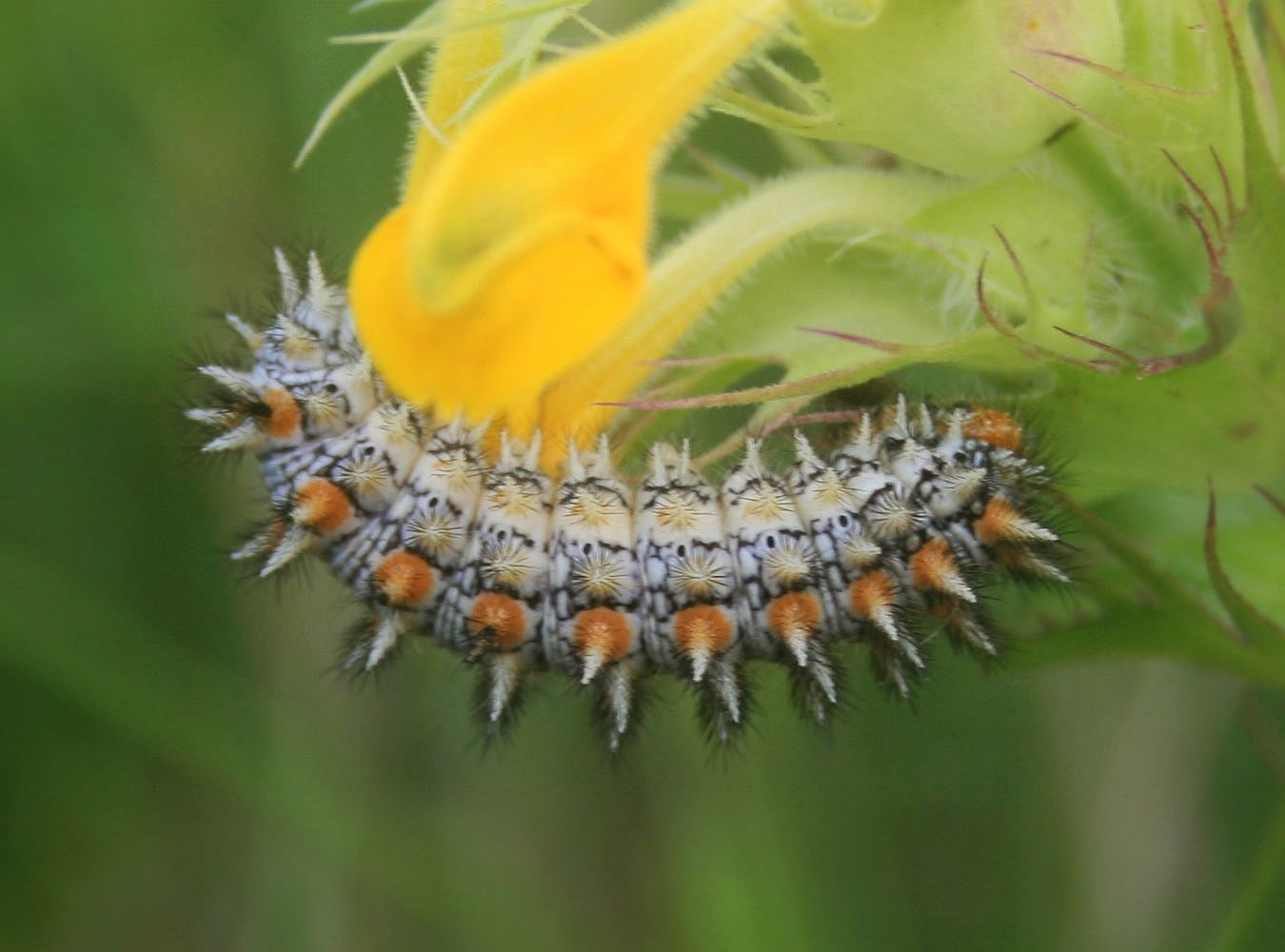
Raupe des Roten Scheckenfalters auf Melampyrum barbatum subsp. carstiense

## Nahrung der Raupen
Die Raupen ernähren sich von Mehliger Königskerze (Verbascum lychnitis), Gemeinem Leinkraut (Linaria vulgaris), Spitzwegerich (Plantago lanceolata), Aufrechtem Ziest (Stachys recta), Großem Ehrenpreis (Veronica teucrium) und verschiedenen anderen Kräutern.

## Entwicklung
Die Weibchen legen ihre Eier in Häufchen an die Unterseiten der Futterpflanzen ab. Die Raupen leben von Beginn an solitär. Sie überwintern halbwüchsig mit ca. 10 Millimetern Länge in leeren Fruchtkapseln verschiedener Pflanzen, wie z. B. Schlüsselblumen. Sie verpuppen sich im Juni an vertrockneten Stängeln in Stürzpuppen, die ähnlich wie die Raupen gefärbt sind.